# Auch Henker sterben
Auch Henker sterben (Originaltitel: Hangmen Also Die!) ist ein US-amerikanisches Filmdrama des aus Österreich stammenden Regisseurs Fritz Lang aus dem Jahr 1943. Das Drehbuch basiert lose auf den tatsächlichen Vorkommnissen, die auf das Attentat auf Reinhard Heydrich folgten. Die Erstaufführung in Deutschland fand am 3. April 1958 statt.

## Handlung
1942 wird der Reichsprotektor Reinhard Heydrich von dem Chirurgen Dr. Frantisek Svoboda getötet. Svobodas Flucht wird vom Geschichtsprofessor Stephan Novotny, der selbst unter dem Verdacht der Nazis steht, und von dessen Tochter Mascha unterstützt.
Als Vergeltung für das Attentat auf Heydrich sollen 400 Bürger von Prag, unter ihnen auch Novotny, als Geiseln exekutiert werden, wenn der Attentäter der Gestapo nicht ausgeliefert wird. Der Brauereibesitzer Emil Czaka, scheinbar ein Unterstützer des Widerstandes, in Wirklichkeit aber Gestapospitzel, hilft bei der Zusammenstellung der Geisellisten. Die Exekutionen beginnen schon bald. Die tschechoslowakische Widerstandsbewegung erreicht mit Hilfe von gefälschten Indizien und Zeugenaussagen, dass Czaka selbst des Mordes an Heydrich verdächtigt wird.

## Synchronisation
In der letzten Szene des Films wird der Abschlussbericht für die Reichsführung in Berlin dem offensichtlichen Nachfolger Heydrichs vorgelegt. Im Original begleitet das Widerstandslied No Surrender diese Szene. Es wird nicht gesprochen, sondern der Zuschauer liest Auszüge des englischsprachigen Berichtes mit. In der deutschsprachigen DVD-Fassung von 2011, bei der nicht ersichtlich ist, auf welcher deutschsprachigen Fassung sie basiert, liest ein Synchronsprecher den Text vor. Es heißt im Bericht, dass Czaka nicht der Mörder gewesen sein kann und des Weiteren, dass es die Anwendung von Gewalt nicht ermöglichte, das Volk zum Verrat des Attentäters zu zwingen und sich so die deutschen Behörden gezwungen sahen, zur Gesichtswahrung Czaka als Mörder anzuerkennen. Und als letzter Satz: „… and thus close the case“, was in den deutschen Untertiteln mit „Damit ist diese Angelegenheit jedoch abgeschlossen.“ sinngemäß übersetzt wird, während der deutsche Synchronsprecher sagt: „Damit ist diese Angelegenheit jedoch nicht abgeschlossen.“ Die Originalabspanntafeln wiederum überblenden von „NOT“ auf „The End“.
Es gibt mindestens zwei deutschsprachige Synchronisationen. Die nachfolgend aufgeführte Synchronisation ist offenbar die der Fassung des ostdeutschen Fernsehens (Premiere am 9. September 1984 unter dem Titel Henker sterben auch), da alle hier aufgeführten Synchronsprecher schon in der ehemaligen DDR als Synchronsprecher tätig gewesen waren, aber mehrere von ihnen zum Zeitpunkt der deutschen Kinoveröffentlichung 1958 noch Kinder waren. Auf der DVD-Fassung von 2011 sind zudem zahlreiche Szenen im englischsprachigen Originalton, die offensichtlich der deutschen Fassung später wieder hinzugefügt wurden.
| Rolle                 | Darsteller                   | Synchronsprecher    |
| --------------------- | ---------------------------- | ------------------- |
| Dr. Frantisek Svoboda | Brian Donlevy                | Otto Mellies        |
| Prof. Stephan Novotny | Walter Brennan               | Harald Halgardt     |
| Mascha Novotny        | Anna Lee                     | Petra Barthel       |
| Emil Czaka            | Gene Lockhart                | Wolfgang Brunnecker |
| Reinhard Heydrich     | Hans Heinrich von Twardowski | Manfred Wagner      |
| Inspektor Gruber      | Alexander Granach            | Roland Knappe       |
| Dedic                 | Jonathan Hale                | Hasso Zorn          |
| Dr. Pilar             | Edmund MacDonald             | Roland Hemmo        |
| Jan Horak             | Dennis O’Keefe               | Michael Telloke     |

## Hintergrund
Regisseur und Co-Produzent Fritz Lang, Drehbuchautor Bertolt Brecht sowie Komponist Hanns Eisler wanderten nach der Machtergreifung der Nationalsozialisten 1933 aus; Lang ging zunächst nach Frankreich und kurz darauf in die USA, Brecht nach Dänemark, später über Schweden, Finnland, die Sowjetunion in die USA und Eisler nach Österreich und dann in die USA. Für Brecht war es die einzige Arbeit für einen Hollywoodfilm. Während Lang, seit 1939 auch US-Staatsbürger, in den USA blieb, kehrten Brecht und Eisler nach dem Krieg nach Deutschland zurück. Brecht kam mit seinem poetischen Werk und als Dramatiker zu Weltruhm, Eisler schrieb neben vielem anderen die Nationalhymne der DDR, Auferstanden aus Ruinen (1949).
Auch die Darsteller Hans Heinrich von Twardowski, Reinhold Schünzel und Alexander Granach flohen vor den Nazis, wie auch ihre im Film in kleineren Rollen auftretenden Kollegen Ludwig Donath, Arno Frey, Frederic Brunn, Fred Essler, Albin Robeling und Poldi Dur. Weitere Mitarbeiter des Films, die vor den Nazis geflohen sind, waren: Produzent Arnold Pressburger, dessen Sohn und späterer Filmproduzent Fred Pressburger, der für diesen Film als Regie-Assistent arbeitete, der Orchesterleiter und Dirigent Artur Guttmann sowie der technische Berater Max Pretzfelder.
In kleinen Nebenrollen sind der für seine sonore Grabesstimme bekannte Lionel Stander als Taxifahrer und George Irving, der ab 1914 in über 250 Filmen mitgewirkt hatte, als Neeval zu sehen.
Für die Ausstattung des Films war der Oscar-prämierte William S. Darling zuständig. Der Oscar-nominierte Jack Whitney hatte vor diesem Film schon zweimal den Oscar gewonnen, einmal für den besten Ton und einmal für die besten Spezialeffekte.
Der Originaltitel des Films lautete No Surrender, nach einem im Film verwendeten Lied. Da aber noch vor dem Ende der Dreharbeiten ein Buch gleichen Titels erschien, wurde er in Hangmen Also Die! geändert.

## Historische Grundlage des Films
Der am 7. März 1904 geborene Reinhard Heydrich war in der Nazi-Zeit SS-Obergruppenführer, Leiter des Reichssicherheitshauptamts (RSHA) und Stellvertretender Reichsprotektor von Böhmen und Mähren. Unter Heydrich wurden mehr als 200 Personen hingerichtet, und er befahl den Bau des Konzentrationslagers Theresienstadt. Der Bau des KZ entstand infolge der „Endlösung der Judenfrage“, an der Heydrich maßgeblich beteiligt war.
Am 29. Dezember 1941 sprangen die in England lebenden Exil-Tschechen und Slowaken Jozef Gabčík und Jan Kubiš mit dem Fallschirm bei Pilsen ab. Sie schlugen sich nach Prag durch und nahmen Kontakt zur tschechischen Widerstandsbewegung auf. Am 27. Mai 1942 vollzogen die beiden ein Attentat auf Heydrich, der bekanntermaßen ohne Eskorte unterwegs war. Er wurde durch eine Handgranate schwer verletzt. Nach kurzzeitiger Stabilisierung seines Zustands im Krankenhaus starb er am 4. Juni 1942 infolge einer Blutvergiftung in Verbindung mit einer Bauchfellentzündung.
Die Attentäter konnten zunächst flüchten. Die Nazis übten Druck auf die Bevölkerung aus, um sie zur Überstellung der Attentäter zu erpressen. Am 9. Juni 1942 wurden alle männlichen Bürger über 16 Jahre des Dorfes Lidice getötet. Die Frauen wurden ins KZ gebracht, die Kinder in eine Umwandererzentralstelle, das Dorf selber dem Erdboden gleichgemacht. Das gleiche Schicksal widerfuhr auch dem Dorf Ležáky. Angeblich bewiesene Zusammenhänge zwischen den Dörfern und den Attentätern wurden als Rechtfertigung gebracht. Die Attentäter, die sich in der Krypta der Kirche St. Cyrill und Method in Prag versteckten, wurden von einem Überläufer verraten. Nach einem Kampf mit SS-Einheiten erschossen sich die Männer selber.

## Kritiken
„Fritz Lang konzipierte seinen Film als einen "Kriegsbeitrag" gegen das faschistische Deutschland und bediente sich der karikaturhaften Typisierungen des amerikanischen Propagandafilms der 40er Jahre. Zugleich schließt er jedoch an den Stil und die Motive seiner früheren Filme an: Dr. Mabuse hat in Gestalt faschistischer Staatsterroristen die Macht übernommen. Lang will keine realistische Beschreibung geben, sondern ein nichtdeutsches Publikum auf den NS-Terror hinweisen, was ihm in Gestalt eines antifaschistisch akzentuierten Hollywood-Films mit abenteuerlichen Unterhaltungselementen gelingt.“

„Regisseur Fritz Lang machte aus dieser Geschichte kurze Zeit nach dem tatsächlichem Attentat ein recht reißerisches Anti-Nazi-Drama. […] Dennoch: Fritz Lang erzeugt auch hier atemberaubende Spannung.“

## Auszeichnungen
Bei der Oscarverleihung 1944 war der Film in den Kategorien Beste Filmmusik (Hanns Eisler) und Bester Ton (Jack Whitney) für den Oscar nominiert.

## DVD-Veröffentlichungen
- Auch Henker sterben, Fritz Lang Collector’s Edition, 130 Minuten, Deutsch und Englisch, Neuauflage 2006.
- Auch Henker sterben, Fritz Lang / Bertolt Brecht, filmedition suhrkamp, 130 Minuten, Deutsch und Englisch mit 48-seitigen Begleitheft, Berlin 2011.